# The Castle (St. Helena)

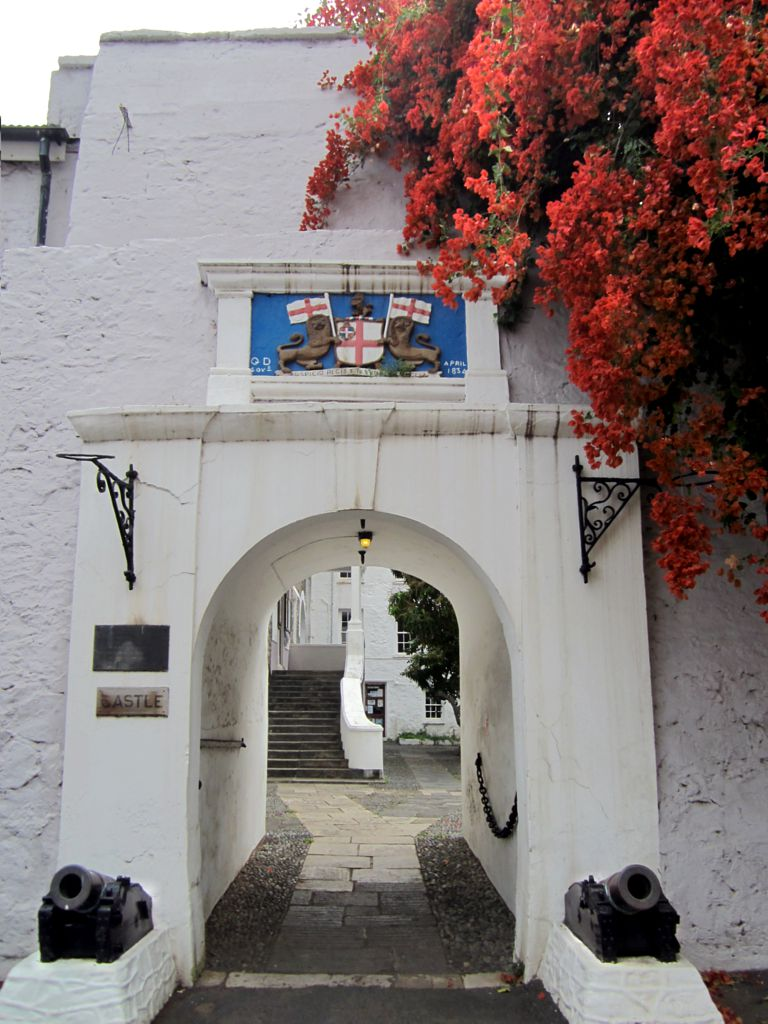
Eingang zum Hof von The Castle

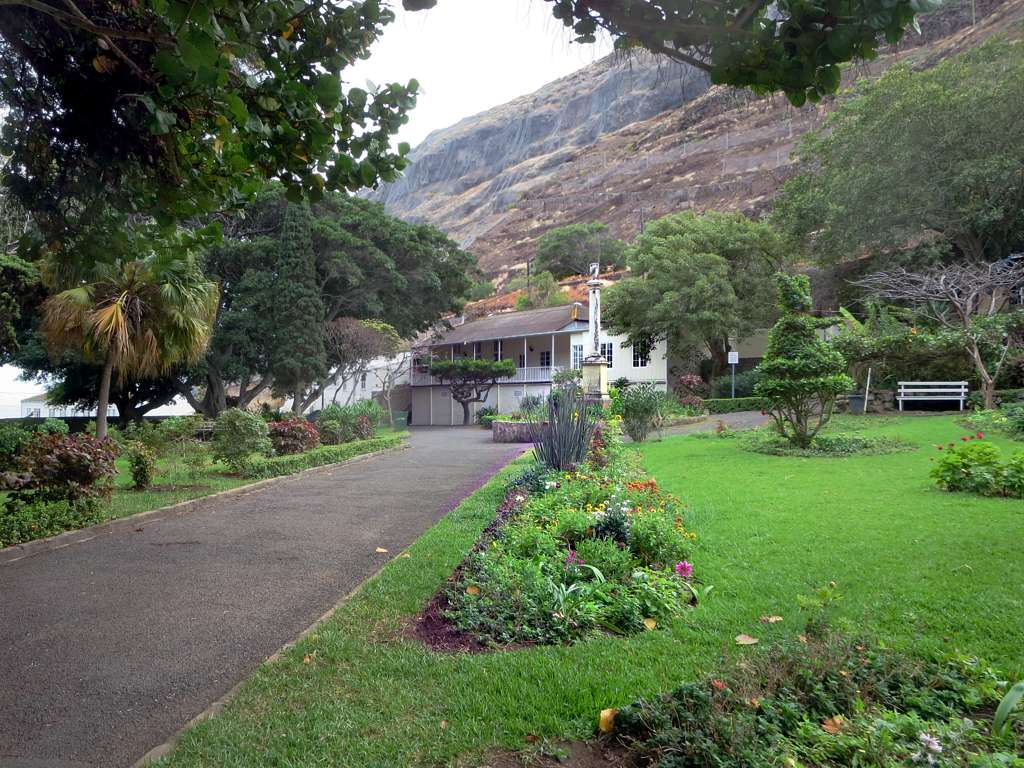
Castle Gardens

The Castle (deutsch Das Schloss) ist der Sitz der Legislative, dem Legislative Council und der Exekutive, dem Exekutivrat,  der Insel St. Helena und des gesamten  Britischen Überseegebiets St. Helena, Ascension und Tristan da Cunha.
The Castle war ursprünglich auch die Residenz des Gouverneurs von St. Helena, der heute jedoch im Plantation House lebt.
Das Gebäude, das zu Teilen bereits 1659 errichtet und 1860 grundsaniert wurde, befindet sich in der Hauptstadt Jamestown am Platz Grande Parade. Historisch war es Teil der Befestigungsanlage der East India Company. Teile des heutigen Gebäudekomplexes sind auch der Hauptsitz der Polizei, eine Bibliothek und das oberste Gericht sowie ein öffentlicher Park (Castle Gardens).
Das Gebäude genießt Denkmalschutz in der höchsten Schutzstufe Grade I.